# Ґрут-Айленд
13°56′00″ пд. ш. 136°36′00″ сх. д. / 13.9333° пд. ш. 136.6° сх. д.
Острів Ґрут-Айленд (нід. Groote Eylandt) — найбільший острів затоки Карпентарія у північно-східній частині Австралії. Належить народу енінтільяква і є резервацією аборигенів Арнем-Ленда. Назва, дана мандрівником Абелем Тасманом в 1644 році, перекладається з голландської мови як «великий острів».

## Географія
Острів Ґрут-Айленд розташований за 50 км від материкової частини Північної Території, а саме, півострова Арнем-Ленд, а також за 630 км від міста Дарвін. Довжина острова зі сходу на захід — близько 50 км, з півночі на південь — близько 60 км. Загальна площа — 2260 км². Острів низовинний, середня висота над рівнем моря — 15 м. Найвища точка Грут-Айленда — пагорб Сентрал-Гілл(185 м).
Клімат острова тропічний зі спекотним, вологим літом і частими грозами. На Ґрут-Айленді можна виділити два сезони — сухий під впливом вітрів, що дмуть з південного сходу, і сезон дощів під впливом мусонів. Сезон дощів на острові триває з листопада по квітень. Середня температура в цей час року — 25-38 ° C. Період посухи триває з травня по жовтень. Температура в цю пору року — 10-30 ° C. Середньорічна кількість опадів — близько 1177 мм.
Рослинність Грут-Айленда типова для цієї частини Австралії: савани та рідколісся з чагарниками мангрових дерев, пандануса, тутового дерева. На острові мешкає 14 видів ссавців, 39 видів рептилій і близько 83 видів птахів. Прибережні води дуже багаті рибою, морськими зміями, черепахами, дюгонем.
На острові чотири основних поселення:  Альянкула,  Ангуруку,  Мільякпурра,  Умпакумпа. Шахтарське селище носить назву Альянкула і знаходиться на північно-західному березі Ґрут-Айленда.

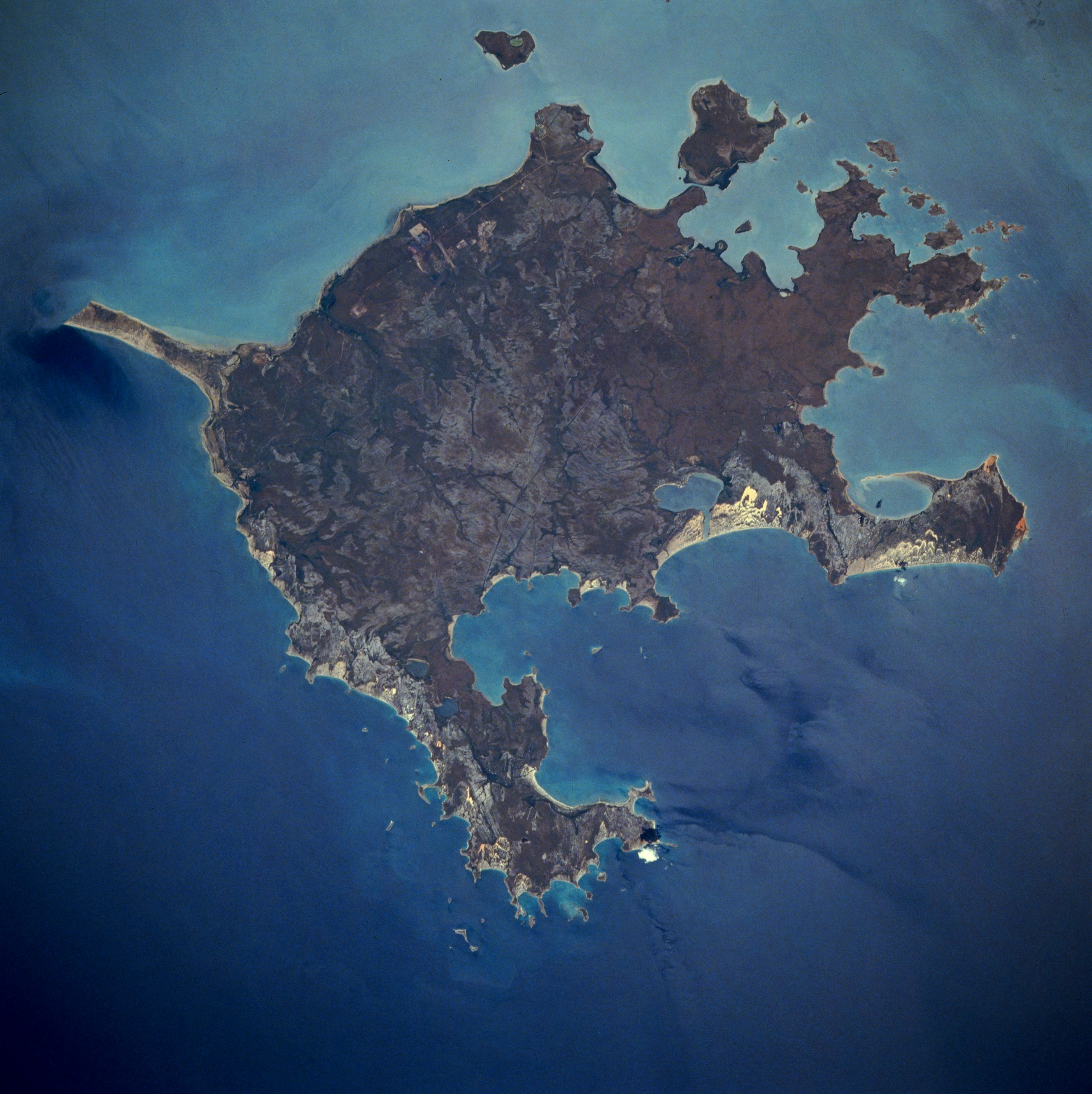
Космічний знімок острова

## Населення
Під час перепису 2001 року на острові проживало 2426 осіб, або 1,1 % населення Північної Території. З 1996 року показник приросту населення знизився на 5,1 %. Проте чисельність корінного населення зросла на 9,1 % порівняно з переписом 1996 року і 23,9 % в порівнянні з показником 1991 року.
В 2001 році 48 % населення мешкало в основному населеному пункті острова — Ангуруку, 23 % — в Умпакумпа.

## Самоврядування
На острові діють 3 міських ради: в Ангуруку, Умпакумпа і Мільякпурра.
Після прийняття Закону про права аборигенів на землі в 1976 році острів Ґрут-Айленд став власністю аборигенів. Тому знаходження на острові без дозволу Земельної ради Аніндільякви протизаконне.